# Samuel Putnam Avery

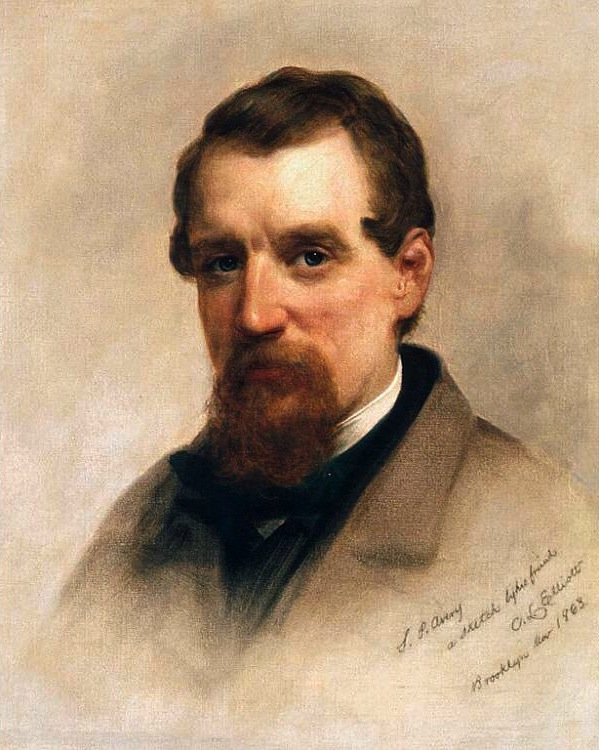
Samuel Putnam Avery gemalt von Charles Loring Elliott, 1863

Samuel Putnam Avery, auch Samuel P. Avery (* 17. März 1822 in New York; † 11. August 1904 ebenda), war ein amerikanischer Künstler, Kunsthändler und Mäzen.

## Leben
Er erlernte zunächst die Technik des Kupferstichs und den Holzschnitt und arbeitete unter anderem für die American Bank Note Company und für führende Verlage. Um 1864/65 wurde er als Kunsthändler tätig. Im Jahr 1867 ernannte man ihn zum Beauftragten für das amerikanische Kunst-Department an der Weltausstellung Paris 1867. Bei dieser Gelegenheit und mit Hilfe des Sammlers George A. Lucas, erwarb er Gemälde der angesagtesten Pariser Künstler, darunter William-Adolphe Bouguereau, Jules Breton, Jean-Léon Gérôme, und Ernest Meissonier. Er unternahm jährliche Sammelreisen. Die erworbenen Bilder versteigerte er in New York oder verkaufte sie direkt an Sammler wie William Henry Vanderbilt und Alexander Turney Stewart. Er war einer der Gründer des Metropolitan Museum of Art und Mitglied der wichtigsten wissenschaftlichen, künstlerischen und pädagogischen Vereinigungen.
Er gründete die Avery Architectural Library an der Columbia University in Erinnerung an seinen Sohn Henry Ogden Avery, ein Architekt der bereits im Jahr 1890 verstorben war. Samuel P. Avery sammelte hauptsächlich französische Drucke. Im Jahr 1900 schenkte er seine Sammlung von 17.775 Radierungen und Lithographien an die New York Public Library. Im Jahr 1912 wurde die Avery Hall, zur Erinnerung an Vater und Sohn auf dem Columbia-Campus errichtet. Darin befindet sich auch die Avery-Bibliothek, eine der größten Sammlung des Landes von Werken über Architektur und angewandte Kunst. Samuel Putnam Avery war Präsident des Grolier Club von 1896 bis 1900. Der Medailleur Anton Scharff fertigte von ihm 1897 eine Porträtmedaille.